# Plump DJs
Plump DJs (Lee Rous e Andy Gardner) é um grupo de DJ e produtor do nu skool breaks, um estilo de música eletrônica.
Em 1999 lançaram o primeiro single "Plumpy Chunks/Eletric Disco" pela gravadora Finger Lickin' Records. No ano seguinte eles fizeram o primeiro álbum A Plump Night Out também na Finger Lickin com o single The Push/Remember My Name. O álbum ficou na primeira posição da sua categoria na lista da revista DJ Magazine por três semanas. O  álbum teve uma edição de mix contínuo e outra de vinil, não-remixada.
Logo depois a dupla foi chamada pela revista Mixmag, que tem como foco a cultura dance, para remixar o CD da edição de fevereiro. Intitulado, Elastic Breaks o CD contou com faixas de vários artistas além do Plump DJs como Freq Nasty, General Midi e Proper Filthy Naughty entre outros.
Em 21 de maio de 2001 eles lançaram o CD duplo Urban Underground, a foto da capa assemelha-se à roupa de camuflagem usada pelos soldados militares, mas com cores desérticas.
Mais tarde, em 2002 eles foram chamados para fazer outro mix, dessa vez para a Fabric - conhecido clube noturno de Londres - da sua série de CDs gravados ao vivo FabricLive. Em fevereiro de 2003, eles produziram e realizaram o oitavo álbum da série.
No dia 7 de julho de 2003 eles lançaram seu segundo álbum próprio, Eargasm, que apresentou colaborações de Gary Numan, Eddie Bo e Louise Robinson da banda Lamb. Depois do lançamento de Eargasm, eles estabeleceram uma noite trimestral na Fabric depois da popularidade do CD de mixagens FabricLive. Em 4 de julho de 2005 eles lançaram Saturday Night Lotion. É considerado o terceiro álbum do Plump Djs devido ao número absoluto de produções originais incluídas nele.
Eles foram um dos poucos atuantes do breakbeat a ter músicas tocadas em programas de rádio dominantes. Além de produzir, eles se apresentaram fora do Reino Unido em eventos de breaks ao redor do mundo.
No início de 2007 lançaram o single intitulado "Mad Cow" com a Finger Lickin' Records. No final do mesmo ano foi lançado o segundo single "System Addict/Doppler" com a mesma gravadora.
O álbum mais recente da dupla até agora é o Headthrash.

## Discografia
Álbuns
- A Plump Night Out (2000)
- Fabric Live 08 (2003)
- Eargasm (2003)
- Saturday Night Lotion (2005)
- Headthrash (2008)